# Peru-Kapuzineraffe
Der Peru-Kapuzineraffe (Cebus cuscinus, Syn.: C. flavescens cuscinus, Cebus albifrons cuscinus) ist eine Primatenart aus der Familie der Kapuzinerartigen, die im südlichen Peru und nördlichen Bolivien vorkommt. Das Verbreitungsgebiet ist nicht in seinen genauen Grenzen bekannt und liegt in etwa zwischen dem Südufer des Oberlaufes des Rio Purus im Norden, reicht nach Westen bis in das Tal des Río Urubamba und nach Süden bis zum Río Madre de Dios im Norden Boliviens und erstreckt sich möglicherweise bis in den brasilianischen Bundesstaat Acre.

## Merkmale
Der Peru-Kapuzineraffe erreicht ein Gewicht von 2,8 bis 3 kg, hat eine Kopf-Rumpf-Länge von 39 bis 46 cm und einen 39 bis 47,5 cm langen Schwanz. Sein Fell ist länger und seidiger als das anderer Kapuzineraffen. Auf dem Rücken ist es vorn gelbbraun bis ockerfarben und hinten gelbbraun gefärbt. Die Beine sind bräunlich und kontrastieren weniger mit der übrigen Fellfärbung als bei meisten anderen Kapuzineraffen. Die Außenseiten der Oberarme sind braun, die der Unterarme rötlich orange gefärbt. Handgelenke und Hände sind dunkler. Die vordere Schulterregion und die Innenseiten der Unterarme sind weißlich. 

## Lebensweise
Peru-Kapuzineraffen leben in Gruppen von etwa 15 Tieren, bei denen das Geschlechterverhältnis in etwa gleich ist. Sie kommen in nicht periodisch überfluteten Regenwäldern (Terra-Firme-Wald), in jahreszeitlich überschwemmten Várzea-Wäldern und in den östlichen Anden auch in Bergregenwäldern bis zu einer Höhe von 1800 Metern vor. Sie halten sich vor allem in den oberen und mittleren Stockwerken von großen Bäumen mit einem Kronendurchmesser von 20 bis 50 Metern auf, begeben sich zur Nahrungssuche jedoch auch auf den Erdboden. Die Reviere sind relativ groß, im Schnitt mehr als 150 ha. Eine Kernzone, in der sie sich bevorzugt aufhalten, gibt es nicht, sie leben eher nomadisch und legen am Tag im Schnitt 1500 bis 2000 Meter zurück. Treffen zwei Gruppen von Peru-Kapuzineraffen bei einer Distanz von 100 Meter oder weniger aufeinander, so entfernen sie sich für gewöhnlich in entgegengesetzten Richtungen. Geschieht das nicht, versuchen sie die andere Gruppe durch laute Rufe einzuschüchtern. Bei ihren Wanderungen treffen Peru-Kapuzineraffen oft auf Trupps des Bolivianischen Totenkopfaffen (Saimiri boliviensis) und bilden mit diesen für eine kurze Zeit gemischte Gruppen. Dabei bewegen sich die Totenkopfaffen grundsätzlich vor den Peru-Kapuzineraffen. Die Gruppen trennen sich wieder vor Anbruch der Nacht. Zu den Fressfeinden des Peru-Kapuzineraffen gehören die Harpyie, der Würgadler (Morphnus guianensis), der Elsteradler (Spizastur melanoleucus), Pardelkatzen wie der Ozelot, die Tayra und Schlangen. Männliche Peru-Kapuzineraffen hassen gegen bodenbewohnende Raubtiere und geben Warnlaute von sich, bemerken sie Greifvögel, so verstecken sie sich wie Weibchen und Jungtiere.

## Ernährung
Früchte und Insekten, vor allem Hautflügler, Heuschrecken und Schmetterlinge, bilden den Hauptbestandteil der Nahrung. Früchte machen in der Regenzeit 99 % der aufgenommenen pflanzlichen Nahrung aus, in der Trockenzeit sind es nur etwas mehr als die Hälfte. Dann verbringen sie viele Stunden auf dem Erdboden, um Palmensamen zu finden. Begehrt sind vor allem Samen, die von Samenkäferlarven befallen sind, aber noch genügend nahrhaftes Endosperm enthalten. Dies wird durch Schütteln der Samen überprüft. Im Unterschied zum Haubenkapuzineraffen (Sapajus apella), der im gleichen Gebiet vorkommt, kann der Peru-Kapuzineraffe nicht die harten Samen der Astrocaryum-Palmen knacken. Die am meisten gefressenen Früchte sind Feigen. Außerdem ergänzen Mark, pflanzliches Bildungsgewebe, Blattstiele und andere Samen die Ernährung während der Trockenzeit. Bei der Suche nach tierischer Nahrung sind Peru-Kapuzineraffen weit weniger destruktiv als die Großkopf-Kapuzineraffen, die dabei immer wieder Pflanzen beschädigen. Früchte werden vor allem morgens nach dem Aufwachen und am Spätnachmittag vor Anbruch der Dämmerung gefressen, während in der übrigen Zeit des Tages vor allem nach tierischer Nahrung gesucht wird.

## Gefährdung
Die IUCN listet den Peru-Kapuzineraffen als möglicherweise gefährdet (Near threatened). Das Verbreitungsgebiet ist relativ klein und von intensiven Waldrodungen betroffen. Der Peru-Kapuzineraffe kommt in einigen Naturschutzgebieten vor, so im Nationalpark Manú in Peru und im Nationalpark Madidi in Bolivien.